# Werkstattweiher
Der Werkstattweiher ist als kleiner Weiher ein perennierendes Gewässer bei Fischenich in Hürth im Rhein-Erft-Kreis im Naturpark Rheinland im Südwesten von Nordrhein-Westfalen.

## Lage
Der Werkstattweiher befindet sich von Hürth kommend linkerhand an der Bundesstraße 265, noch vor den rechts liegenden Seen Bleibtreusee und Nordfeldweiher. Es liegt ca. 100 Meter östlich der Luxemburger Straße. Der See steht unter Landschaftsschutz und ist einer der zahlreichen Villeseen, die im Zuge des Abbaus der Braunkohle entstanden. Der See liegt auf einer Höhe von 106,4 m ü. NHN Metern. Rund um den See führt ein befestigter Pfad. Er ist mit dem Margarethenweiher über einen dahin abfließenden Bach verbunden. Er hat keinen Zufluss, sondern wird über Grundwasser gespeist.

## Entstehung
Der Werkstattweiher entstand, wie auch der nahe gelegene Margarethenweiher, aus einem der sogenannten Restlöcher des ehemaligen Braunkohletagebaus im Rheinischen Braunkohlerevier durch einen Wiederanstieg des Grundwassers.

## Größe
Der Werkstattweiher hat eine 0,4 Hektar große Wasseroberfläche und ist damit eines der kleinsten Seen der Ville. Er hat eine maximale Tiefe von 3,6 Metern und eine mittlere von 1,6 Metern. Er hat keinen oberirdischen Zulauf, sondern wird durch Grundwasser gespeist. Der See hat eine maximale Länge von 130 und eine maximale Breite von 45 Metern. Der See hat steil abfallende Ufer.

## Geschütztes Biotop
Der Werkstattweiher und sein Umgebung sind ein Gesetzlich geschütztes Biotop. Das Biotop hat eine Fläche von 3,9 Hektar. Als geschütztes Biotop dient der See dem Angeln und der stillen Erholung. Der See wird deshalb neben dem Angeln als relativ ruhig gelegenes Gewässer vorwiegend zum Wandern und zur Naherholung genutzt.